# Diocese de Valle de Chalco
A Diocese de Valle de Chalco (em latim: Dioecesis Vallis Chalcensis) é uma diocese da Igreja Católica localizada no município de Chalco, no estado do México, pertencente a Arquidiocese de Tlalnepantla no México. Foi fundada em 8 de julho de 2003 pelo Papa João Paulo II. Com uma população católica de 2.571.000 habitantes, sendo 88,1% da população total, possui 57 paróquias com dados de 2021.

## História
Em 8 de julho de 2003 o Papa João Paulo II cria a Diocese de Valle de Chalco através do território da Diocese de Nezahualcóyotl. 

## Lista de bispos
A seguir uma lista de bispos desde a criação da diocese em 2003.
|                           | Nome                        | Período                   | Notas                     |
| Bispos de Valle de Chalco | Bispos de Valle de Chalco   | Bispos de Valle de Chalco | Bispos de Valle de Chalco |
| ------------------------- | --------------------------- | ------------------------- | ------------------------- |
| 2º                        | Víctor René Rodríguez Gómez | 2012 - atual              |                           |
| 1º                        | Luis Artemio Flores Calzada | 2003 - 2012               | Nomeado bispo de Tepic    |